# Pi Studios
La Pi Studios è una società statunitense di videogiochi con sede a Houston, in Texas. Fu fondata a Plano nel 2002 da Robert Erwin, John Faulkenbury, Rob Heironimus, Dan Kramer e Peter Mack; in seguito trasferì la propria sede a Houston.